# Ford F-Series (troisième génération)
Article principal: Ford F-Series

La troisième génération du Ford F-Series sont des pick-ups qui ont été produits par Ford de 1956 à 1960. Après les concurrents de chez Dodge et General Motors, Ford a élargi la carrosserie avant pour intégrer ensemble la cabine et les ailes avant. Allant un peu plus loin, le F-Series a intégré le capot dans la carrosserie avec un design à clapet; cette fonctionnalité resterait une partie du F-Series pendant deux décennies. Bien qu'offerte auparavant, la calandre chromée optionnelle était beaucoup plus proéminente qu'auparavant. À l'arrière, deux types de bennes de pick-up étaient proposés, inaugurant une nouvelle convention d'appellation : la benne traditionnelle à garde-boue séparée était surnommée "Flareside", tandis que les bennes "Styleside" intégraient ensemble la benne, la cabine et les ailes avant. Comme auparavant, Ford proposait toujours une version à faible poids nominal brut du véhicule pour chaque modèle.
En mai 1957, Ford a cessé de construire des pick-ups à l'usine Ford de Highland Park à Highland Park (Michigan). Tous les pick-ups légers et moyens ont été transférés vers 10 autres usines aux États-Unis. Après 1969, les pick-ups lourds (au-dessus du F-350) et certains pick-ups légers ont été transférés à la Kentucky Truck Assembly à Louisville (Kentucky). De 1962 à 1971, des pick-ups de troisième génération ont été construits au Brésil sous les noms F-100, F-350 et F-600.
Les moteurs six cylindres OHV et les V8 étaient les mêmes que ceux utilisés dans les voitures Ford de l'époque.
Il s'agissait de la dernière génération du fourgon à panneaux. Ford ne proposera plus de fourgonnette full-size avant l'introduction, en 1968, de la deuxième génération du Ford E-Series.

## Changements annuels

### 1958
La calandre a été mise à jour; les doubles phares sont remplacés par des quadruples phares (seule génération du F-Series à en utiliser).

### 1959
Ford a introduit l'option de quatre roues motrices pour le F-Series. Auparavant une conversion sous-traitée par Marmon-Herrington, Ford a été le premier des «trois grands» constructeurs américains à fabriquer lui-même des pick-ups à quatre roues motrices.

### Modèles
- F-100 (F10, F11, F14) : 1/2 tonne (4 000 à 5 000, poids nominal brut max. du véhicule)
- F-100 (F18, F19)(4x4) : 1/2 tonne (4 000 à 5 600, poids nominal brut max. du véhicule)
- F-250 (F25, F26) : 3/4 de tonne (4 900 à 7 400, poids nominal brut max. du véhicule)
- F-250 (F28, F29)(4x4) : 3/4 de tonne (4 900 à 7 400, poids nominal brut max. du véhicule)
- F-350 (F35, F36) : 1 tonne (7 700 à 9 800, poids nominal brut max. du véhicule)

### Moteurs
| Moteur                                                   | Années  | Puissance |
| -------------------------------------------------------- | ------- | --------- |
| Six cylindres en ligne Mileage Maker de 223 pouces cubes | 1958–60 |           |
| V8 Y-block de 272 pouces cubes                           | 1958    |           |
| V8 Y-block de 292 pouces cubes                           | 1959–60 |           |

|                           |
| Ford F-350 Styleside 1957 |

|                |
| Ford F100 1958 |

|                                    |
| Camion de pompiers Ford F-600 1959 |

|                              |
| Fourgonnette Ford F-100 1960 |

|                           |
| Ford F-100 Styleside 1960 |

|                                                      |
| Ford F-100 de fabrication brésilienne de 1970 à 1971 |

## Construction en Argentine
De 1959 à 1961, des pick-ups de troisième génération ont été construits en Argentine sous les noms F-100 et F-600.